# Jenaro Pérez Villaamil
Jenaro Pérez de Villaamil y d'Huguet (Ferrol, 3 de febrero de 1807-Madrid, 5 de junio de 1854) fue un pintor romántico español especializado en la pintura del paisaje.

## Biografía
Nació en la ciudad coruñesa de Ferrol el 3 de febrero de 1807. En 1812 ingresó en el Real Colegio Militar de Santiago de Compostela, donde su padre era profesor. Su familia paterna pertenecía a la hidalguía de Navia, Asturias. En 1820 estudiaba en Madrid, en los Reales Estudios de San Isidro. Se enroló en el ejército liberal en 1823 para combatir a las tropas francesas enviadas por el duque de Angulema, en Cádiz, y restaurado el absolutismo de Fernando VII, permaneció confinado estudiando en la Escuela de Bellas Artes. 

En 1830 viaja a Puerto Rico para decorar el Teatro Tapia, y a su vuelta a Sevilla en 1833 conoce al pintor británico David Roberts que influirá de manera decisiva en su estilo artístico. 

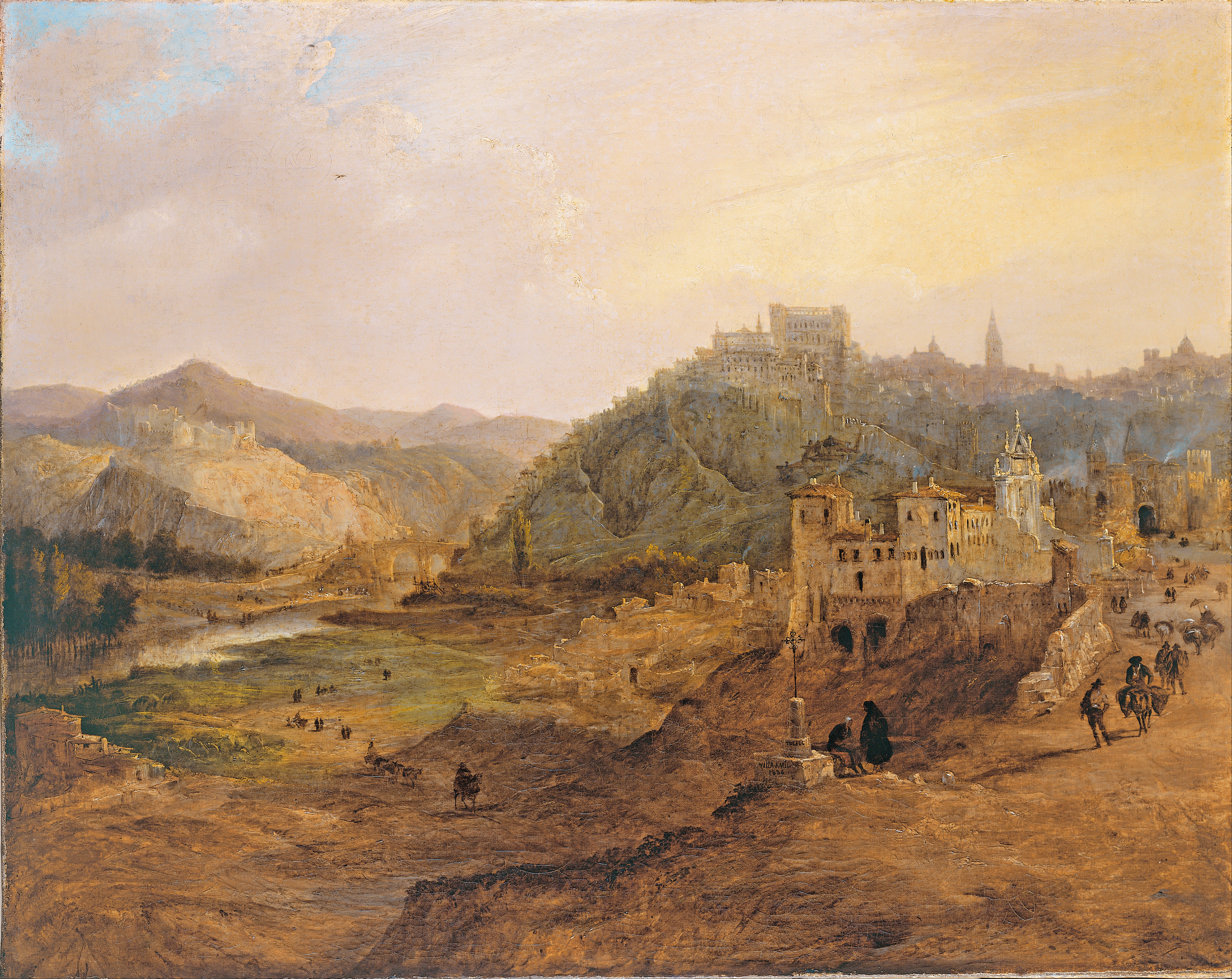
Vista general de Toledo desde la Cruz de los Canónigos, 1836, óleo sobre lienzo, 90 x 110 cm, Museo de Bellas Artes de Bilbao.

Se instala en Madrid en 1834 y asiste a la tertulia romántica de “El Parnasillo” con José de Espronceda, Patricio de la Escosura y Ventura de la Vega. Durante la regencia de Espartero, entre 1840 y 1844, estuvo exiliado en Francia y Bélgica.Durante este viaje trabó relación con importantes personajes europeos del momento. Tras el envío de los dos primeros tomos a Otón I de Grecia, este le envió una sortija y una entrañable carta de agradecimiento el 25 de octubre de 1843. Con este mismo motivo, el 16 de diciembre de 1843 sería presentado en audiencia particular a Luis Felipe I de Francia.Arias Anglés apunta a su papel como enlace del partido moderado en Europa durante la regencia del enemigo de este partido, Baldomero Espartero.
Tras la caída de este último regresó a España a principios de 1844. El 5 de febrero de ese año fue presentado a Isabel II por la Camarera mayor de palacio, Joaquina Téllez-Girón, marquesa de Santa Cruz y por el presidente del Consejo de Ministros, Luis González Bravo. Con este último, Genaro guardaba una muy buena relación de amistad.

En 1845 obtuvo la primera cátedra de paisaje en España, en la Real Academia de San Fernando, de la que sería director. Así mismo, fue pintor de cámara de Isabel II (honorario) en 1840 y académico de mérito de la Real Academia de Bellas Artes de San Fernando en 1835. Fallecido en Madrid el 5 de junio de 1854, sus restos reposan en la Sacramental de San Justo.

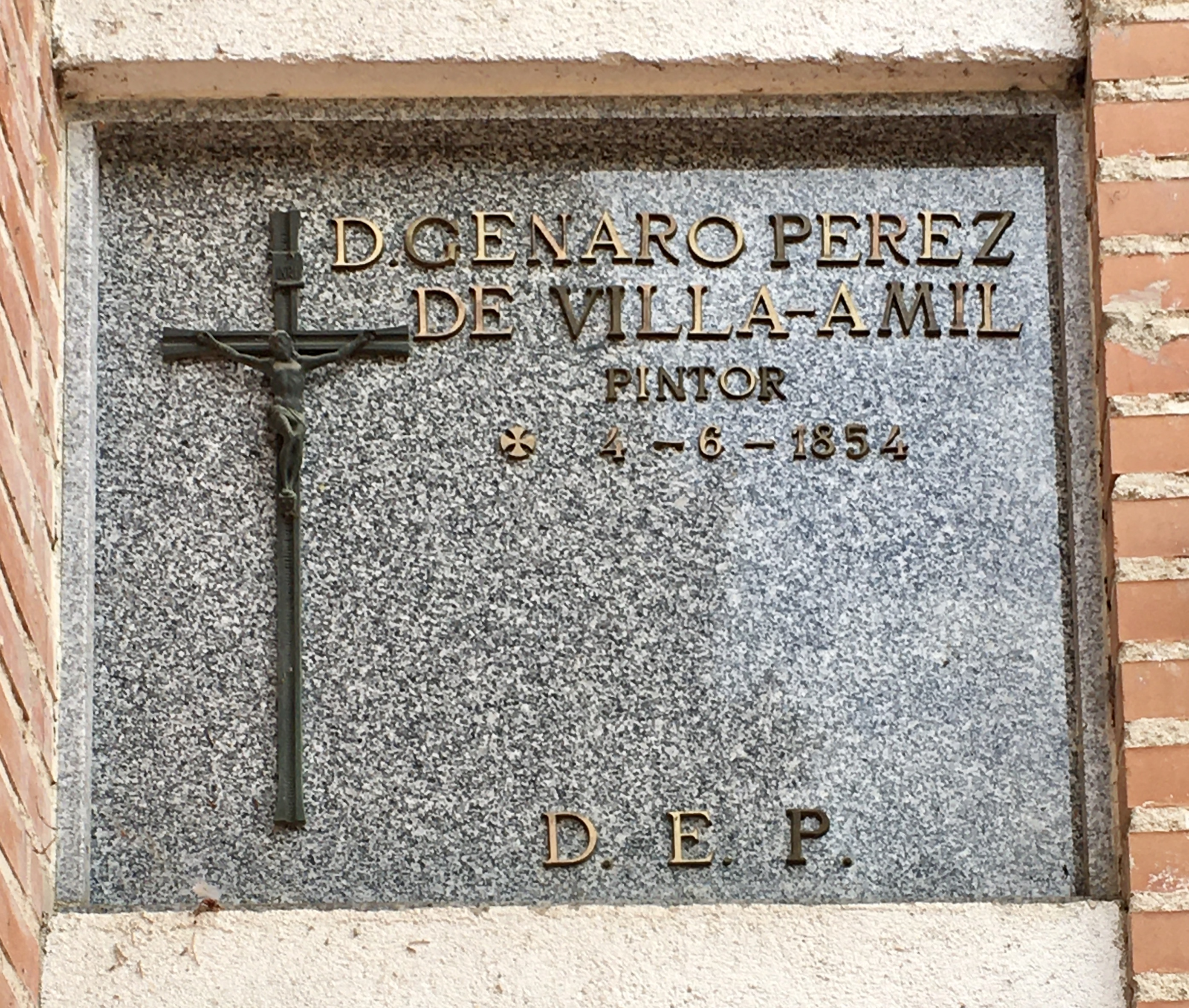
Tumba de Villaamil en el cementerio de San Justo de Madrid.

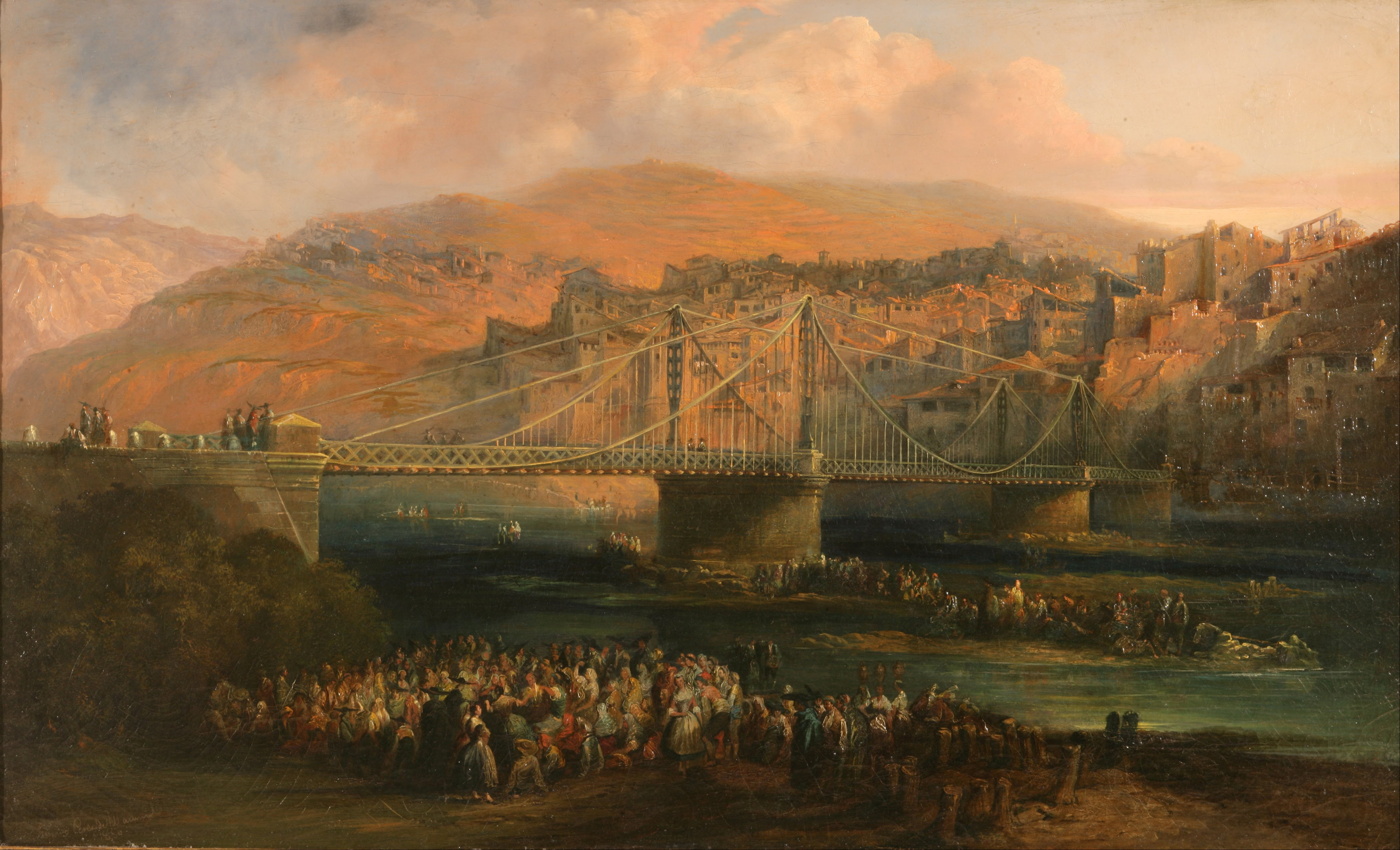
Vista de la ciudad de Fraga y su puente colgante, 1850, óleo sobre lienzo, 60 x 100 cm, Museo del Romanticismo, Madrid.

Fue caballero de la Orden de Carlos III, caballero de la Legión de Honor, caballero de la Orden de Leopoldo de Bélgica y de comendador de la Orden de Isabel la Católica.

## España artística y monumental
Fue autor de una colección de litografías, publicadas en tres volúmenes en París entre 1842 y 1850, bajo el nombre genérico de España artística y monumental, donde se recogían las vistas y la descripción de destacados monumentos españoles.

## En la obra de Galdós
Genaro Pérez de Villaamil aparece en tres de los Episodios Nacionales de Galdós. En Narváez, donde comparte escena con el personaje José García Fajardo; brevemente citado en La estafeta romántica, como acompañante de Fernando Calpena en su viaje a Segovia, y en La Revolución de julio, como pintor de renombre.

## Órdenes y empleos

### Órdenes
Reino de España
- Caballero de la Orden de Carlos III. (Abril de 1844)[b][12][20]
- Orden Española y Americana de Isabel la Católica.
  - Comendador. (9 de junio de 1840)[c][21][22]
  - Caballero. (24 de diciembre de 1838)[d][23][22]

Extranjeras
- 10 de febrero de 1844: caballero de la Orden de la Legión de Honor (Reino de Francia).[24]
- 26 de julio de 1845: Caballero de la Orden de Leopoldo[25][26][27] (Reino de Bélgica).

### Empleos
- Pintor de cámara honorario de Isabel II de España.[28]
- Real Academia de Bellas Artes de San Fernando.
  - 23 de agosto de 1835: académico de mérito.[29]
  - 9 de febrero de 1845: director de pintura.[30]
  - 1 de abril de 1846: académico de número.[29]